# برنارد فان أورلاي

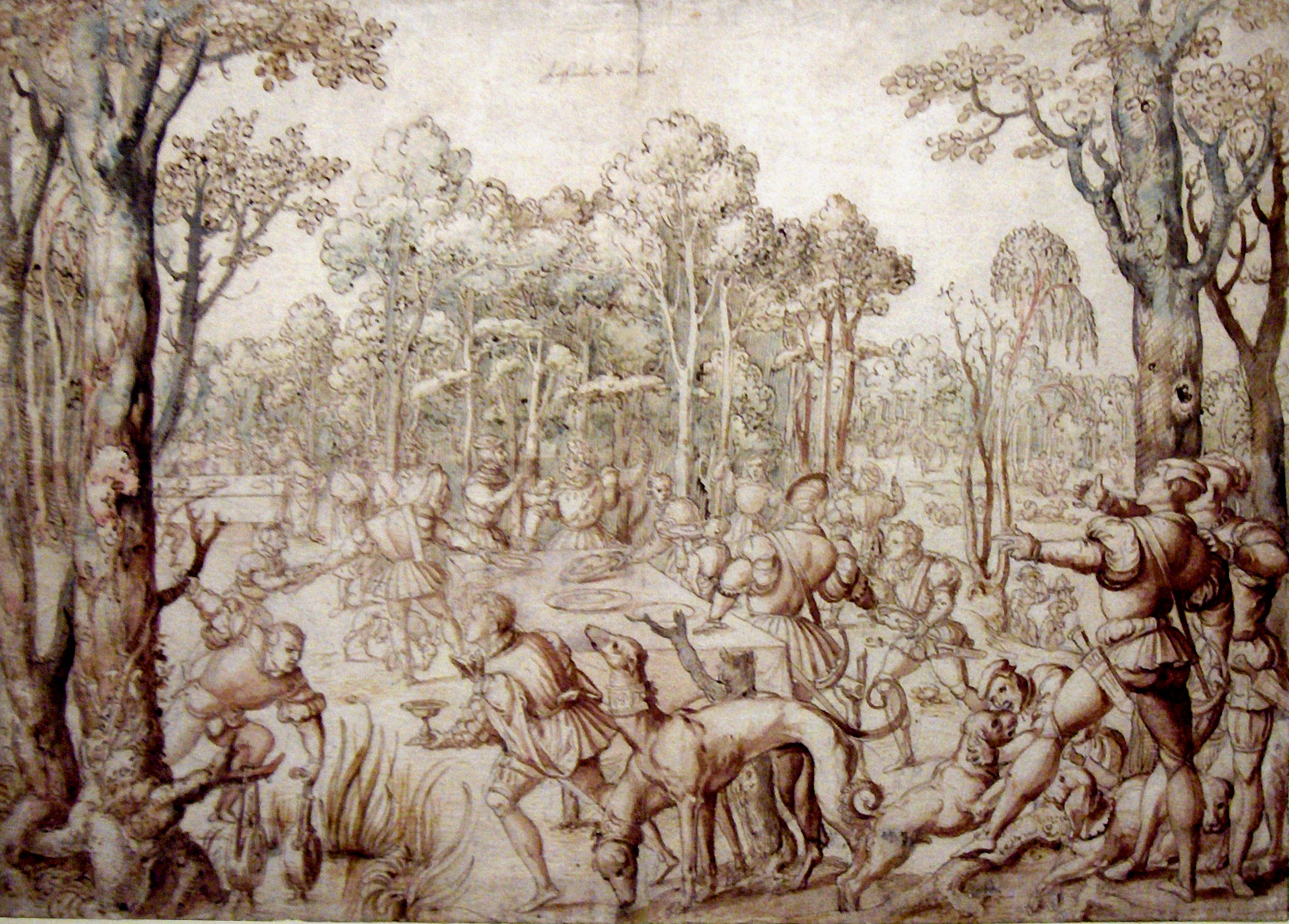
احدى آثار فان أورلاي.

برنارد فان أورلاي (نحو 1492 - 1542 م) هو رسام فلمنكي، من مواليد بروكسل.
ركز على الموضوعات الدينية في المقام الأول.